# Archer (Nebraska)
Archer – jednostka osadnicza w Stanach Zjednoczonych, w stanie Nebraska, w hrabstwie Merrick.